# Le Masque (série télévisée, 1997)
Pour les articles homonymes, voir Le Masque.
Le Masque est une série télévisée sportive québécoise en quatre épisodes de 43 minutes scénarisée par Fabienne Larouche et Réjean Tremblay, diffusée du 16 au 31 mars 1997 sur le réseau TQS.

## Synopsis
Romain Gabriel, gardien de but étoile des Patriotes, connait une carrière très glorieuse et lors de sa dernière saison, il remporte les séries éliminatoires. Sa vie s'est mis à basculer lorsqu'il apprend que sa femme Louise a une relation extra-conjugale avec Vincent Gervais, le coéquipier de Gabriel. Maintenant divorcé, Gabriel poursuit sa descente aux enfers lorsque son entraîneur subit un ACV sous ses yeux et que celui qui le remplaçait s'est montré insolant à son égard. Une fois Gervais échangé à Chicago, Gabriel connait une saison hors de l'ordinaire : ses contre-performances le rétrograde à titre d'adjoint derrière le jeune Bernier (qui était l'adjoint de Gabriel) et son nouvel entraîneur l'humilie en le faisant accorder 8 but lors d'un match. Romain a été victime d'un grave accident de la route et se remet lentement de ses blessures, il subissait plusieurs séances de physiothérapie pour récupérer sa forme pour pouvoir retourner au jeu le plus rapidement possible.

## Fiche technique
- Scénarisation : Fabienne Larouche et Réjean Tremblay
- Réalisation : Richard Roy
- Société de production : Prisma Films

## Distribution
- Patrice L'Écuyer : Romain Gabriel
- Céline Bonnier : Louise Gabriel
- Pierre Curzi : Victor Thibault
- François Tassé : Antoine Leduc
- Raymond Cloutier : Raymond Matteau
- Luc Guérin : Richard Forest
- Denis Bernard : Lucien Aubry
- Emmanuel Charest : Christian Bergeron
- Daniel Gadouas : Robert Mallette
- Marie-Josée Croze : Nadine Mallette
- Bobby Beshro : Vincent Gervais
- Pascale Montpetit : Charlie Vézina
- François Papineau : Martin Béliveau
- Pierre Powers : Jacques Pinsonneault
- Martin Larocque : Normand Veilleux
- Stéphane Demers : Patrice Larouche
- Bruno Di Quinzio : Kenny Horton
- Philippe Cousineau : Maxime Dupuis
- Sylvain Massé : Sylvain St-Onge
- Tania Kontoyanni : Fanny
- Huguette Oligny : Mme Aubry
- Norman Helms : animateur de radio
- Claude Lemieux : Jean-Paul Gabriel
- Michelle Léger : Nicole Mallette

## Épisodes

### Premier épisode
Romain Gabriel est le gardien vedette des Patriotes, qui disputent la finale de la coupe. Superstar de la ligue adulé de tous, il aide l'équipe à l'emporter en finale. Pendant ce temps un joueur blessé, Vincent Gervais, n'est pas présent au centre des Patriotes ou se déroule la finale. Il est en compagnie de la femme de Gabriel, Louise…

### Deuxième épisode
Rien ne va plus chez les Patriotes, les défaites s'accumulent et la façon dont l'entraîneur Victor Thibeault couvre son gardien vedette en irrite plus d'un dans le club. Certaines rumeurs commencent à circuler au sujet de possibles idylles entre différents joueurs des Patriotes et des personnes proches de l'équipe. Patrice Larouche, co-chambreur sur la route et meilleur ami de Romain Gabriel flaire le pot-aux-roses et averti son ami Romain de l'infidélité de sa femme…

### Troisième épisode
Dévasté, Romain Gabriel quitte sa femme et se cherche. De plus, Victor Thibeault est frappé par un ACV qui le laisse paralysé. Thibeault est alors remplacé par Martin Béliveau, un ancien joueur allergique aux vedettes. La bisbille éclate et des scissions linguistiques se créent même dans le club. Gervais est alors échangé à Chicago. Lors d'un match, Béliveau refuse de retirer Gabriel du filet malgré 9 buts contre. Ce dernier explose et quitte la patinoire de son propre chef. Une crise sans précédent s'ensuit. Lucien Aubry, vice-président aux communications de l'équipe trame pour que Romain soit échangé. Il profite aussi de l'alcoolisme du président Raymond Matteau pour lui faire signer des rapports erronés qu'il a fait préparer pour ensuite entraîner sa destitution par la famille Leduc, propriétaire de la formation, et par la suite sa propre nomination à la tête de l'équipe. En se dirigeant vers la résidence de son agent Robert Mallette au retour de ce match trouble, Romain Gabriel perd la maitrîse de son véhicule.

### Quatrième épisode
Romain Gabriel subit une fracture à la jambe et une perforation de la rate qui le force à entrer en réadaptation. Pendant ce temps chez les Patriotes, le travail de sape de Lucien Aubry semble vouloir porter ses fruits, puisque le directeur-général de la formation Richard Forrest se voit forcer la main pour échanger son gardien vedette. Mais la justice est bien vite ramenée au sein du club…